# Miridae

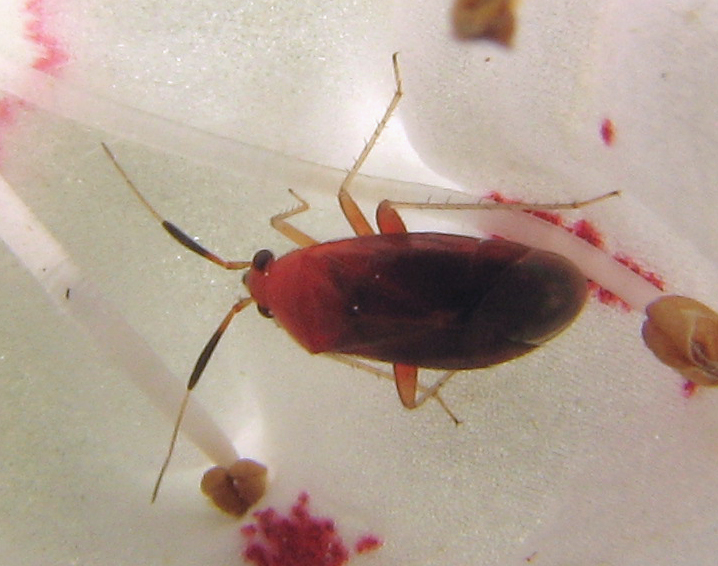
Rhinocapsus vanduzeei, subfamilia Phylinae.

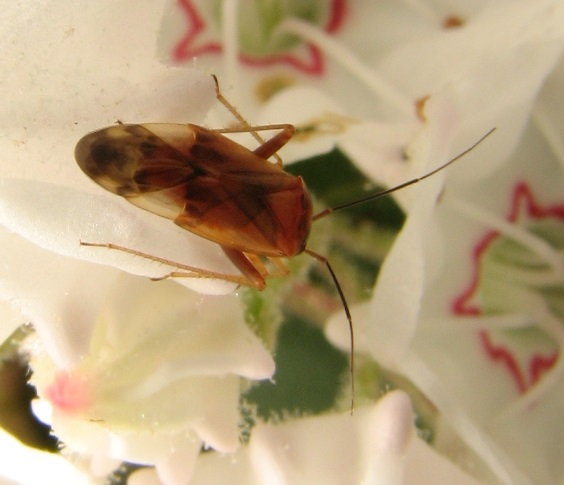
Neolygus laureae, subfamilia Mirinae

Miridae es una familia de  hemípteros a los que se puede llamar, como al resto de los heterópteros, chinches de las plantas. Es la familia más grande del suborden Heteroptera, con más de 11 130 especies descritas. Con frecuencia son los más abundantes en las plantas anuales y perennes de las regiones templadas y tropicales.
Son pequeños insectos terrestres, generalmente de forma ovalada o alargada y que miden de 1.5 a 15 milímetros de longitud. Algunos son de colores brillantes, otros grises u oscuros. Carecen de ocelos y sus antenas son generalmente largas y finas. Muchos son fitófagos y pueden causar daños muy graves en los cultivos y una gran parte son depredadores que podrían tener importancia en programas de control biológico. Algunos géneros son imitaciones de hormigas en ciertas etapas de su vida.

## Sistemática
Esta familia incluye un gran número de especies muchas de ellas aún desconocidas, distribuidas en más de 1300 géneros. El árbol taxonómico emerge con la división en las siguientes siete subfamilias:
- Subfamilias y tribus:

- Bryocorinae

- Bryocorini
- Dicyphini
- Eccritotarsini

- Cylapinae

- Cylapini
- Fulviini

- Deraeocorinae

- Clivinematini
- Deraeocorini
- Hyaliodini
- Termatophylini

- Isometopinae

- Diphlebini
- Isometopini

- Mirinae

- Herdoniini
- Hyalopeplini
- Mirini
- Pithanini
- Restheniini
- Stenodemini

- Orthotylinae

- Ceratocapsini
- Halticini
- Orthotylini

- Phylinae

- Hallodapini
- Leucophoropterini
- Phylini
- Pilophorini

Géneros Incertae sedis: Adenostomocoris, Arctostaphylocoris, Aurantiocoris, Calidroides, Chlamyopsallus, Guentherocoris, Neopsallus, Pruneocoris, Vanduzeephylus

## Lecturas
- Cassis, G.; Schuh, R. T. (2012). "Systematics, Biodiversity, Biogeography, and Host Associations of the Miridae (Insecta: Hemiptera: Heteroptera: Cimicomorpha)". Annual Review of Entomology 57: 377–404. doi:10.1146/annurev-ento-121510-133533. PMID 22149267.